# Informatik und Gesellschaft
Informatik und Gesellschaft (IuG) ist ein Fachgebiet der Wissenschaft Informatik und erforscht die  Rolle  der Informatik  auf  dem  Weg  zur  Informationsgesellschaft.  Die  dabei  untersuchten Wechselwirkungen  der  Informatik  umfassen  die  unterschiedlichsten  Aspekte. Ausgehend  von  historischen,  sozialen,  kulturellen  Fragen  betrifft  dies  ökonomische, politische,  ökologische,  ethische,  didaktische  und  selbstverständlich  technische
Aspekte.  Die  entstehende  global  vernetzte  Informationsgesellschaft  wird  für  die Informatik  als  zentrale  Herausforderung  gesehen,  in  der  sie  als  technische  Grundlagenwissenschaft  eine  definierende  Rolle  spielt und diese reflektieren muss. IuG ist dadurch gekennzeichnet, dass eine interdisziplinäre Herangehensweise, insbesondere mit den Geistes- und Sozialwissenschaften, aber auch z. B. mit den Rechtswissenschaften notwendig ist.

## Forschungsbereiche von Informatik und Gesellschaft
„Informatik und Gesellschaft“ befasst sich mit einem breiten Themengebiet. Zusammenfassend kann es zweigliedrig beschrieben werden: Einerseits erforscht IuG die Implikationen, Möglichkeiten und Grenzen der Technik, um dies der Gesellschaft zu vermitteln (Außenwirkung), andererseits erforscht IuG die Implikationen der gesellschaftlichen Einbettung der Informatik selbst und ihrer Produkte, um dies der Informatik aufzuzeigen (Innenwirkung).
Zu unterstreichen ist ihre notwendig interdisziplinäre Ausrichtung, insbesondere die Zusammenarbeit mit den Geisteswissenschaften. Auch wenn sich in dieser Beschreibung ein weites Feld andeutet, kann man die Kernthemen analytisch in zwei Bereiche einteilen: einerseits Fragen bezüglich der gesellschaftlichen Einbettung der Informatik und andererseits Fragen bezüglich der wissenschaftstheoretischen Betrachtungen der Informatik. Natürlich existieren auch Überlappungen der Gebiete.

### Gesellschaftliche Einbettung der Informatik
- Geschichte und Kultur der Informatik: Was sind die historisch-kulturellen Wurzeln der Informatik, welche gesellschaftlichen Subgruppen und Ideologien brachte die Beschäftigung mit dem Computer hervor und was können wir daraus über aktuelle technische Entwicklungen und gesellschaftliche Vorgänge lernen?
- Ethik in der Informatik: Welche Verantwortung haben Fachleute aus der Informatik und warum? Wie wird als Gesellschaft und Informatik damit umgegangen?
- Kritische Informatik: Welche Machtstrukturen werden von Einsatz informatischer Systeme berührt, welche gestärkt, welche geschwächt? Welche Wertauffassungen und -entscheidungen leben in informatischen Systemen objektiviert fort? Welche politischen Dimensionen werden von der Informatik oder informatischen Systemen wie beeinflusst?
- Digitale Medien und digitale Kunst: Wie verändern sich die Medien in ihrer Funktions- und Wirkungsweise durch die zunehmende Digitalisierung und Vernetzung?
- Privatsphäre und Datenschutz: Wie verändert Technik das Privatheitsverständnis? Welches Verhältnis und welche Verbindung bestehen zwischen technischem und nicht-technischem Datenschutz und wie kann die Informatik damit umgehen?
- Informatik und Recht/Rechtsinformatik allgemein: Welche Rechtsgebiete werden wie maßgeblich von der Informatik beeinflusst und umgekehrt?
- Überwachungs- und Militärtechnologie: Was sind die Folgen der Erforschung, Entwicklung und des Einsatzes digitaler Überwachungs- und Militärtechnologie in den Bereichen der zivilen und militärischen Nutzung z. B. Biometrie?
- Neue Wissensordnung: Was sind die Auswirkungen der Informatik und ihrer Produkte auf das Verständnis des Urheberrechts, Patentrechts und des Umgangs mit immateriellen Gütern insgesamt? Siehe z. B. Open Access, Open Source oder Geistiges Eigentum.
- Vernetzung/Internet: Was sind die Folgen der globalen Vernetzung eines Großteils aller Computer auf die Gesellschaft? Siehe z. B. Turing-Galaxis
- Autonome Systeme und Verantwortung: Wie kann man gesellschaftlich, rechtlich oder mit Mitteln der Informatik mit der Möglichkeit autonomer Systeme umgehen?
- Langzeitarchivierung: Wie gehen wir als Gesellschaft mit digitalen Kulturgütern um, die in ihrem Umfang wachsen, aber kurzlebiger sind?
- Didaktik der Informatik und (technische) Aufklärung in der Informationsgesellschaft: Wie lehrt man Informatik und wie lehrt man gesellschaftswissenschaftliche Grundlagen, um in einer Informationsgesellschaft selbstbestimmt leben zu können?

### Wissenschaftstheoretische Betrachtungen der Informatik
- Grundbegriffe der Informatik: Was sind die Grundbegriffe der Informatik, wie werden sie im Fach selbst verwendet und wie werden sie von Personen außerhalb der Informatik verstanden und verwendet?
- Wissenschaftstheoretische Grundlagen der Informatik: Inwiefern ist die Informatik eine Wissenschaft, was sind ihre Theorien und Methoden? Welches sind Kriterien und Vorgehensweisen ihrer Wissensproduktion? Was ist der Forschungsgegenstand der Informatik? Was ist das Ziel und der Zwecks einer Informatikwissenschaft.
- Geschichte der Informatik: Was sind die historischen, sowie kulturellen Wurzeln der Informatik als Technikwissenschaft und der von ihr entwickelten Technologien?

Schon fast als klassisch können die Beschäftigung mit der Mensch-Computer-Interaktion, insbesondere deren gesellschaftliche Auswirkungen sowie das Feld der Beherrschbarkeit von Computern allgemein gelten. Prominente Vertreter der IuG sind beispielsweise Christiane Floyd, Joseph Weizenbaum, Britta Schinzel und Wolfgang Coy.
Die Belange der Frauen in der Informatik werden seit 1986 mit der Fachgruppe „Frauen und Informatik“ verfolgt. Diese Gruppe bietet jährliche Fachtagungen und einen Newsletter.